# Sam Burckhardt
Samuel Balthasar «Sam» Burckhardt (* 7. Juli 1957 in Sursee) ist ein in Chicago lebender Schweizer Jazz- und Bluessaxophonist.

## Werdegang
Aufgewachsen ist Burckhardt in der patrizischen Burckhardt-Familie in Basel, wo er an der Musik-Akademie zunächst u. a. von Chester Gill unterrichtet wurde; in der Knabenkantorei Basel erhielt er eine klassische Gesangsausbildung. 1971 giggte er bei einem Konzert des Bluesmusikers Eddie Boyd; 1975 begleitete er bei zwei Konzerten in Grenzach den Bluesmusiker Sunnyland Slim am Schlagzeug. Von 1976 bis 1978 spielte Burckhardt Saxophon in der Black Cat Bone Blues Band, welche aus der Schülerband seines Bruders hervorgegangen war, und sammelte Bühnenerfahrung an kleineren Festivalauftritten in der Schweiz.
Nach der Matura am Gymnasium am Münsterplatz zog Burckhardt nach Zürich, wo er an der Universität Zürich ein Ethnologie-Studium begann, in dessen Rahmen er Feldforschung in Burundi betrieb. 1981 brach Burckhardt sein Studium ab und wanderte in die USA aus. Von 1982 bis zum Tod von Sunnyland Slim 1995 war er Mitglied von dessen Band und produzierte mit ihm das Album Chicago Jump. 1994 gründete Burckhardt mit anderen Bluesmusikern die Neoswing-Band Mighty Blue Kings. Von 1996 bis 1998 tourte er mit der zehnköpfigen Band The Big Swing durch Europa und die USA.
1999 gründete er sein Sam Burckhardt Nonett und nahm die Platte Chicago Swing auf, deren Stil eine Mischung aus Jazz, Jump Blues und Swing ist. Die Band trat zunächst in Chicago in renommierten Clubs wie der Green Mill auf und war 2000 beim Jazz Fair des Chicago Jazz Institute zu sehen. Die Band besteht bis heute und tourt jährlich durch Europa. 2002 und 2006 folgten die Alben A Walk in Time und Once Forever. Zusammen mit Zora Young nahm Burckhardt 2009 die CD Sunnyland auf, die dem Andenken von Sunnyland Slim gewidmet ist. Seine klassische Ausbildung macht sich Burckhardt auch als gelegentlicher Sänger in eigenen Stücken sowie als Duopartner des Basler Kirchenorganisten Stephan Grieder zunutze.
2008 gewann Burckhardt den Swiss Blues Award, der für grosse Verdienste um das Bluesleben in der Schweiz vergeben wird. Neben seiner Tätigkeit als Musiker ist Burckhardt Vorstandsmitglied des Swiss-American Business Council in Chicago.

## Diskographische Hinweise
- 1975 Sunnyland Slim: Live in Europe
- 1996 The Mighty Blue Kings: Meet Me in Uptown; MBK
- 1999 Sam Burckhardt: Chicago Swing; Airwave Records
- 2002 Sam Burckhardt: A Walk in Time; Airwave Records
- 2006 Sam Burckhardt: Once Forever mit Oliver Friedli (Piano), Dominik Schürmann (Kontrabass) und Stephan Felber (Schlagzeug); Airwave Records
- 2009 Zora Young: Sunnyland; Airwave Records
- 2009 Stephan Grieder & Sam Burckhardt: nachtwandler